# Вино любви (фильм)
«Вино любви» («Я помню вальса звук прекрасный») (1918) — немой художественный фильм Андрея Андреева по мотивам одноимённого рассказа автора сценария. Премьера фильма состоялась 1 октября 1918 года. Фильм не сохранился.

## Сюжет
Пожилой, одинокий писатель Мершин на балу в собрании услышал звуки вальса, напоминавшие ему далёкое прошлое. В дни его молодости он жил на одной квартире со своим другом Тарутиным, увлечённый своей кузиной Натальей Асановой. На балу Тарутин знакомит Мершина с Натальей и она им увлекается. Из чувства дружбы Мершин покидает Москву, Наталья выходит замуж за Тарутина. Проходят годы. Наталья верна своему мужу, у них очаровательная дочь, но любви настоящей к мужу у Натальи нет, а брак, не освящённый любовью, немыслим. Мершин сделался знаменитым писателем, он живёт заграницей, переезжает с места на место. Слава его не опьяняет и даже не утешает. Он грустит о чём-то далёком, и в произведениях его красной нитью проходит грусть.
В одном отеле, где остановился Мершин, он услышал звук вальса, который когда-то танцевал с Натальей, его безумно потянуло к ней. А тут получилось письмо от неё, и он решает бесповоротно ехатьь в Россию. Тарутины встречают его как старого друга, но дружба не удовлетворяет Мершина — заговорило старое чувство к Наталье. Она не выдержала искуса и изменила мужу. Ей было страшно тяжело и стыдно, обманывая Тарутина, пользоваться его средствами, быть близкой и играть всю эту комедию, но выхода не было. Одно зло влечёт за собой другое. Один ложный шаг порождает другой, повергает в отчаяние и наталкивает на преступление. Так случилось и тут. На горизонте появляется знаменитый скрипач Морезко. По странному стечению обстоятельств, Мершин знакомит его с Тарутиным. Наталья убеждает себя, что начинает его любить, тот замечает это и увлекается сам.
Наталья не может выдержать всех мучений, её давит кольцо лжи, которым она себя окружила, здоровье её окончательно подорвано, дух подавлен и она решает покончить с собой. После похорон Натальи убитый горем Тарутин просит Мершина съездить на дачу, где они жили последнее время и привести ему его письма к жене. Мершин отправляется туда. Он намерен воспользоваться случаем и уничтожить свои письма к Наталье. И вдруг кроме своих и Тарутинских писем она находит письма Мореско. Мершин в отчаянии. Его душит злоба. Он готов всё рассказать мужу. Но вдруг в его воображении появляется призрак Натальи, она умоляет не делать этого. Мершин сжигает письма свои и скрипача Мореско и отвозит Тарутину письма жены. Через много лет на балу, где веселилось молодое поколение, он вспомнил под звуки старого вальса свою любовь, свои радости и горе, свою молодость и горько заплакал.